# Трахман, Михаил Анатольевич
Михаи́л Анато́льевич Тра́хман (5 октября 1918 года, Москва — 27 ноября 1976 года, Москва) — известный фотограф, фотожурналист.

## Биография
Увлекся фотографией ещё в школьные годы. В 1938 году стал фотокорреспондентом «Учительской газеты».
В 1939 году был призван в Красную Армию, участвовал в советско-финской войне.
Первые снимки опубликовал в московских газетах в конце 30-х годов.
В годы Великой Отечественной войны был фотокорреспондентом Совинформбюро, работал в газете «Красная звезда». Наиболее известны его военные фотографии из партизанской серии. После войны работал в журнале «Огонек» и фотокорреспондентом на ВДНХ.
Похоронен на Введенском кладбище (19 уч.).

## Награды
Орден Красной Звезды, медали.

## Книги с участием работ Михаила Трахмана
- Путешествие в настоящее и будущее с воспоминаниями о прошлом. — М.: Молодая гвардия, 1975.
- «Антология Советской фотографии, 1941—1945» Издательство ПЛАНЕТА. — М., 1987